# Stick&Bow
Stick&Bow est un groupe canadien de musique classique et tango, originaire de Montréal, au Québec.

## Histoire
Le groupe est formé en 2018, et mêle le violoncelle et le marimba. Stick&Bow lance son premier album en 2019, qui comprend 13 morceaux divers, de compositeurs connus ou obscurs, notamment Bach, Bartók, Piazzolla, Nina Simone, Paco de Lucía et Radiohead. Resonance est choisi parmi les 16 albums à découvrir en 2019 par Radio-Canada,,.
Ils font partie des « jeunes artistes émergents » des Jeunesses Musicales Canada de la saison 2019/2020 et, 2021/2022. Ils se produisent dans des festivals, dont le Festival Classica, Le Festival Musique du Bout du monde, et le festival Bach Montréal.
Stick&Bow est représenté par Barbara Scales chez Latitudes45arts depuis juillet 2018.
En avril 2021 sort Bach: Trio Sonatas, BWV 525-527 for Harpsichord, Marimba and Cello, qui est une collaboration avec le claveciniste Luc Beauséjour, sur le label Analekta. Cette même année sort Studio Piccolo Sessions, qui est enregistré au Studio Piccolo au cœur de Montréal cette sortie audio accompagne une série de cinq vidéos présentant des œuvres de Sting, Pau Casals, Luis Naon, Jason Noble et Carlos Puebla.
Le 7 avril 2022, le groupe lance le single Revirado avec la participation de Gustavo Beytelmann. L'album Piazzolla, Beytelmann : Veni, Vola, Veni sort le 3 juin 2022, sous le label Analekta,. Cette œuvre est composée dans les années 70 par Astor Piazzolla pour son quintet (bandonéon, violon, piano, guitare électrique et contrebasse). L'arrangement de cet enregistrement est de Beytelmann pour vibraphone, piano et violoncelle,.

## Style musical
Les membres de l’ensemble sont, la canadienne Krystina Marcoux (au marimba) et l’Argentin Juan Sebastian Delgado (au violoncelle) ils se sont rencontrés à Montréal à l’Université McGill,,. Ils sont des musiciens de formation classique qui jouent différents styles allant du rock au tango, avec un répertoire comprenant des musiques de Radiohead, Nina Simone, Bach et Schumann, Astor Piazzolla ainsi que des pièces originales de compositeurs contemporains,.
En outre, ils travaillent avec des compositeurs vivants sur de nouvelles œuvres commandées pour ce duo : Luis Naón, Louise Jallu, Marcelo Nisinman, Camille Pépin, Luna Pearl Woolf et Jason Noble.

## Membres
Premier prix du concours latino-américain de violoncelle (2008), Juan Sebastian Delgado est titulaire d'un doctorat en interprétation du violoncelle de l'Université McGill qu’il a obtenu sous la direction de Matt Haimovitz en se concentrant sur la musique contemporaine et le Nuevo Tango,. Juan a aussi étudié au conservatoire de Boston et a réalisé différents projets de recherche et de création dans 25 pays différents,.
Krystina Marcoux, diplômée du Conservatoire de musique Gatineau, puis premier prix du concours de l'OSM (2012), elle est titulaire d'un doctorat du Conservatoire national supérieur de musique de Lyon,. En 2018 et 2019, elle participe à la tournée européenne du chanteur québécois Pierre Lapointe. En août 2019, elle fait ses débuts comme soliste au marimba avec l’OSM, sous la direction de Kent Nagano,.
Leur style musical les amène à collaborer de Banff à la Colombie, en passant par l'Arménie, l'Italie, les États-Unis, l'Équateur, la France.